# TNFSF13B
TNFSF13B (англ. TNF superfamily member 13b) – білок, який кодується однойменним геном, розташованим у людей на короткому плечі 13-ї хромосоми. Довжина поліпептидного ланцюга білка становить 285 амінокислот, а молекулярна маса — 31 223.
| 10         |  | 20         |  | 30         |  | 40         |  | 50         |
| ---------- |  | ---------- |  | ---------- |  | ---------- |  | ---------- |
| MDDSTEREQS |  | RLTSCLKKRE |  | EMKLKECVSI |  | LPRKESPSVR |  | SSKDGKLLAA |
| TLLLALLSCC |  | LTVVSFYQVA |  | ALQGDLASLR |  | AELQGHHAEK |  | LPAGAGAPKA |
| GLEEAPAVTA |  | GLKIFEPPAP |  | GEGNSSQNSR |  | NKRAVQGPEE |  | TVTQDCLQLI |
| ADSETPTIQK |  | GSYTFVPWLL |  | SFKRGSALEE |  | KENKILVKET |  | GYFFIYGQVL |
| YTDKTYAMGH |  | LIQRKKVHVF |  | GDELSLVTLF |  | RCIQNMPETL |  | PNNSCYSAGI |
| AKLEEGDELQ |  | LAIPRENAQI |  | SLDGDVTFFG |  | ALKLL      |  |            |

A: Аланін

C: Цистеїн

D: Аспарагінова кислота

E: Глутамінова кислота

F: Фенілаланін

G: Гліцин

H: Гістидин

I: Ізолейцин

K: Лізин

L: Лейцин

M: Метіонін

N: Аспарагін

P: Пролін

Q: Глутамін

R: Аргінін

S: Серин

T: Треонін

V: Валін

W: Триптофан

Кодований геном білок за функцією належить до цитокінів. 
Задіяний у таких біологічних процесах, як імунітет, альтернативний сплайсинг. 
Локалізований у клітинній мембрані, мембрані.
Також секретований назовні.